# Alto de Garajonay
Alto de Garajonay é o ponto mais alto da ilha La Gomera, nas Ilhas Canárias, Espanha. O cume faz parte do parque nacional de Garajonay.